# 湘雅医院站
湘雅医院站位于中华人民共和国湖南省长沙市开福区湘雅路与芙蓉中路交叉口东侧地下，是长沙地铁6号线的地铁车站，2022年6月28日开通。

## 车站周边
- 芙蓉中路
- 中南大学湘雅医院
- 中南大学湘雅医学院